# Burdż Islam
Burdż Islam (arab. برج اسلام) – miejscowość w Syrii, w muhafazie Latakia. W 2004 roku liczyła 5652 mieszkańców.